# Shot Clock
Shot Clock è un singolo della cantante britannica Ella Mai, pubblicato il 29 gennaio 2019 come terzo estratto dall'album in studio di debutto eponimo.

## Descrizione
Il brano è stato scritto e composto dalla stessa Ella Mai in collaborazione di noti artisti come i rapper Drake, PartyNextDoor, Timbaland e Benjamin Bush, Micah e Mustard; quest'ultimo ne ha anche curato la produzione.

## Video musicale
Il video musicale del brano è stato pubblicato il 17 gennaio 2019.

## Classifiche
| Classifica (2019) | Posizione massima |
| ----------------- | ----------------- |
| Stati Uniti       | 62                |